# Red Bull Bragantino
Red Bull Bragantino, ehemals Clube Atlético Bragantino, ist ein Fußballverein aus Bragança Paulista im brasilianischen Bundesstaat São Paulo. Der 1928 gegründete Klub wurde 1990 Staatsmeister von São Paulo und 1991 brasilianischer Vizemeister. Im März 2019 übernahm Red Bull den Klub und firmiert seit 2020 unter diesem Namen. Erstmals seit 1995 tritt der Verein 2020 wieder in der Série A, der höchsten Spielklasse Brasiliens, an.

## Geschichte

### 1928–2019: Clube Atlético Bragantino

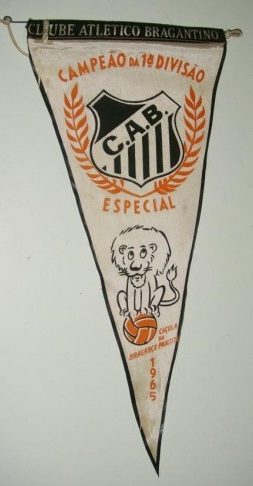
Wimpel zur Erinnerung an die Staatsvizemeisterschaft von 1965

Der CA Bragantino wurde am 8. Januar 1928 von ehemaligen Mitgliedern des Bragança Futebol Clube gegründet. Die tatsächliche Gründung fand aber bereits am 22. Juni der vorangegangenen Jahres statt, als José de Assis Gonçalves Junior den Verein registrierte, was im Diário Oficial Nr. 133 vom 26. Juli gazettiert wurde. Die Gründungsdokumente wurden am 30. Juni notariell beglaubigt. Am 8. Januar 1928 trat das Präsidium erstmals offiziell zusammen und Assis jr. wurde als Präsident bestätigt. Auf der Vereinsversammlung vom 31. Juli 1930 wurde der 8. Januar 1928 als Gründungsdatum bestimmt.
An der zweiten Liga der Staatsmeisterschaft von São Paulo nahm der Verein erstmals 1949 teil, was gleichzeitig den Eintritt in den professionellen Fußball bedeutete. Nach 16 Jahren gelang Bragantino 1965 schließlich der Aufstieg in die erste Liga des Campeonato Paulista. Bragantino stieg jedoch umgehend wieder ab. 1989 wurde Bragantino auf Staatsebene wieder erstklassig als der Klub unter dem späteren Nationaltrainer Vanderlei Luxemburgo den Meistertitel in der zweiten Liga gewann.
1990 gewann Bragantino mit der Staatsmeisterschaft von São Paulo den bislang einzigen Titel in dem Wettbewerb. Im Finale, das als das final caipira, das „Hinterwäldlerfinale“, in die Fußballgeschichte von São Paulo einging, behielten die Spieler aus der 130.00-Einwohner-Stadt dabei die Oberhand gegen Grêmio Novorizontino aus dem gar nur 30.000 Menschen zählenden Novo Horizonte. Die beiden Finalspiele endeten jeweils 1:1, Bragantino bekam aber den Titel, da die Mannschaft über den gesamten Turnierverlauf hinweg erfolgreicher war.
In der nationalen ersten Liga etablierte sich die Mannschaft schnell und bereits im zweiten Jahr in der Série A wurde Bragantino unter einem weiteren späteren Nationaltrainer, Carlos Alberto Parreira, Vizemeister. In den beiden Finalspielen unterlag man dem großen Nachbarn, dem FC São Paulo durch ein einziges Tor. Doch Bragantino war für die Copa Conmebol qualifiziert, in der neben 1992 auch 1993 und zuletzt 1996 antraten. Nach zwei Erstrunden-Niederlagen erreichte der Verein 1996 die zweite Runde nach einem Sieg über SE Palmeiras, schied aber anschließend gegen Independiente Santa Fe aus Kolumbien aus.
Nachdem Bragantino 1996 als Tabellenletzter wegen einer Aufstockung der Liga noch vom Abstieg verschont geblieben war, blieb derartiges Glück 1998 aus. Als Vorletzter stieg die Mannschaft ab. Bragantino fiel 2003 sogar in die drittklassige Série C ab. Erst 2007 gelang die Rückkehr in die Série B, die zweithöchste Spielklasse Brasiliens, wo sich Bragantino bis 2016 halten konnte. Nach zwei Jahren Drittklassigkeit erfolgte der Wiederaufstieg in die Série B.

### Seit 2019: Red Bull Bragantino
Im März 2019 stieg das österreichische Unternehmen Red Bull bei Bragantino ein, nachdem man zuvor jahrelang vergeblich versucht hatte, mit dem Verein Red Bull Brasil aus dem rund 50 Kilometer westlich gelegenen Campinas in die oberste brasilianische Liga aufzusteigen. Das vorhandene Trainingszentrum von Red Bull Brasil wurde von Bragantino übernommen. Red Bull Brasil soll die Rolle des Farmteams für Bragantino einnehmen, ähnlich wie in Österreich der FC Liefering für Red Bull Salzburg.
Bereits im April 2019 wurden die Trikots angepasst und mit dem typischen Design von Red Bull versehen, das alte Vereinswappen blieb vorerst noch erhalten. Mit einer Finanzspritze von kolportieren 45 Millionen Real, etwa 10 Millionen Euro, schaffte Bragantino gleich im ersten Anlauf den Meistertitel in der Série B und somit den Aufstieg in die Série A. 2020 wurde der Verein dann offiziell in Red Bull Bragantino umbenannt und auch das Wappen der Corporate ID Red Bulls entsprechend angepasst. 2021 erreichte der Klub das Finale der Copa Sudamericana 2021 und verlor es.
Eine Sektion für Frauenfußball wurde von Red Bull Bragantino bereits im März 2020 eröffnet, die als Zweitligameister der Saison 2021 in das Oberhaus des brasilianischen Frauenfußballs (Série A1) aufsteigen konnte.

## Stadion

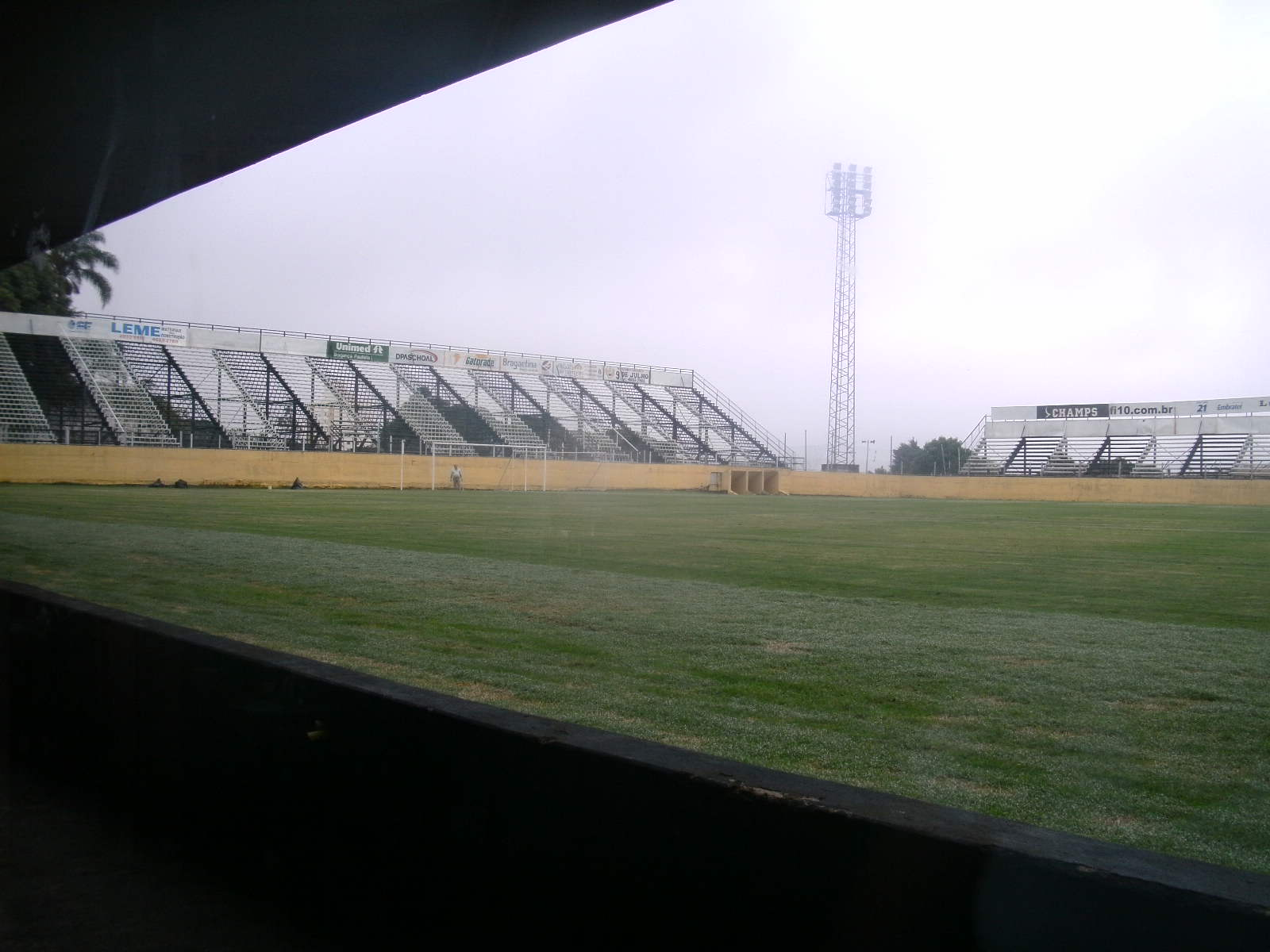
Estádio Nabi Abi Chedid (2009)

Bragantino trägt seine Heimspiele im vereinseigenen Estádio Nabi Abi Chedid aus. Das 1949 als Estádio Marcelo Stéfani eröffnete Stadion fasst 15.010 Zuschauer. Es war ursprünglich nach einem vormaligen Spieler und Präsidenten des Vereines (1914–1985, Amtszeit 1938–1943) benannt. 2009 wurde es von Präsident Marco Antônio Nassif Abi "Marquinho" Chedid (im Amt seit 1998) auf den Namen seines Vaters umbenannt, der von 1959 bis 1977 Präsident war.
Beim Einweihungsspiel besiegte Bragantino Mogina aus Campinas mit 2:1 – Bragantinos Sacadeira erzielte den ersten Treffer.
Der Zuschauerrekord von 19.900 datiert vom 26. August 1990, als Bragantino und Novorizontino sich im Hinspiel der Staatsmeisterschaft von 1990 1:1 trennten.
Am 9. Juni 1991 wurde im Stadion ein Negativrekord aufgestellt, als sich beim Meisterschaftsfinalrückspiel gegen FC São Paulo nur 12.492 Zuschauer einfanden – die niedrigste Kulisse in der Geschichte der Meisterschaftsfinales. Das Spiel endete 0:0.

## Erfolge
Männer:
- Brasilianischer Vizemeister: 1991
- Staatsmeisterschaft von São Paulo: 1990

- Campeonato Brasileiro de Futebol – Série B: 1989, 2019
- Zweitligameisterschaft von São Paulo: 1965, 1988

Frauen:
| Meisterschaft der Série A2 | (2×): | 2021, 2023 |

## Ehemalige bekannte Spieler
- Mazinho (1990–1991, 2001)
- Mauro Silva (1990–1992)
- Paulinho (2009–2010)

## Trainer
- Vanderlei Luxemburgo (1989–1990)
- Carlos Alberto Parreira (1991)